# Тейбор, Девид
Девид Тейбор (англ. David Tabor; 23 октября 1913 года, Лондон —	26 ноября 2005 года, Кембридж) — английский учёный в области механики.
Член Лондонского королевского общества (1963).

## Биография
Родился в семье эмигрантов из России; его отец был оружейником в русской армии. 
После окончания бакалавриата в Политехническом университете в Ридженте и Лондонском университете (в Имперском колледже) в 1936 году переехал в Кембридж для проведения исследований на кафедре химии под руководством Фрэнка Филиппа Боудена, это сотрудничество продолжалось до смерти Боудена в 1968 году. Их первая совместная публикация в 1939 году о площади контакта между поверхностями установила ключевой момент, что реальная площадь была в целом намного меньше видимой области. Этот основной принцип был фундаментальным для большей части их последующей работы.
Во время Второй мировой войны вместе с Боуденом работал в университете Мельбурна, где была создана исследовательская группа для работы над практическими проблемами смазочных материалов и подшипников. В Австралии женился и создал семью. По окончании войны вместе с Боуденом вернулся в Кембридж.
В 1957 году избран членом в Gonville and Caius College (Кембридж). В 1964 году начал читать курс физики в Кембриджском университете. С 1969 по 1981 год руководил лабораторией физики и химии твёрдых тел. С 1973 года — профессор, после выхода в отставку в 1981 году — почётный профессор.
Был глубоко привязан к традиционному иудаизму, который формировал и руководил его образцовым поведением по отношению к другим людям, независимо от их происхождения или убеждений. У него была глубокая любовь к еврейской литературе, он имел широкий круг интеллектуальных и культурных интересов. Он был преданным сыном, мужем и отцом. Скончался после тяжелой продолжительной болезни.

## Награды и признание
- 1968 — Медаль и премия А. А. Гриффита[англ.]
- 1972 — Первый лауреат Золотой медали Трибологии
- 1975 — Медаль и премия Гутри
- 1992 — Королевская медаль

## Научные интересы
Считается основателем трибологии.